# Crepidorhopalon symoensii
Crepidorhopalon symoensii är en tvåhjärtbladig växtart som beskrevs av E. Fischer. Crepidorhopalon symoensii ingår i släktet Crepidorhopalon och familjen Linderniaceae. Inga underarter finns listade i Catalogue of Life.